# PSL(2,7)
В математике проективная специальная линейная группа PSL(2, 7) (изоморфная GL(3, 2)) — это конечная простая группа, имеющая важные приложения в алгебре, геометрии и теории чисел. Она является группой автоморфизмов квартики Клейна, а также группой симметрии плоскости Фано. Имея 168 элементов, PSL(2, 7) является второй по величине из самых маленьких неабелевых простых групп (первой является знакопеременная группа A5 на пяти буквах и имеющая 60 элементов — группа вращений икосаэдральной симметрии) .

## Определение
Полная линейная группа GL(2, 7) состоит из всех обратимых 2×2 матриц над F7, конечным полем из семи элементов, то есть имеющих ненулевые определители. Подгруппа SL(2, 7) состоит из всех матриц с единичным определителем. Таким образом, PSL(2, 7) является факторгруппой
SL(2, 7)/{I, −I},
полученной отождествлением I и −I, где I — единичная матрица. В данной статье мы подразумеваем под G любую группу, изоморфную PSL(2, 7).

## Свойства
G = PSL(2, 7) имеет 168 элементов. Это можно видеть, посчитать возможные столбцы. Имеется 72−1 = 48 возможностей для первого столбца, 72−7 = 42 возможностей для второго столбца. Мы должны разделить на 7−1 = 6, чтобы добиться равенства определителя единице, а затем мы должны разделить на 2, когда мы отождествляем I и −I. Результат равен (48×42)/(6×2) = 168.
Общеизвестно, что PSL(n, q) является простой для n, q ≥ 2 (где q — некоторая степень простого числа), если не (n, q) = (2, 2) или (2, 3). PSL(2, 2) изоморфна симметрической группе S3, и PSL(2, 3) изоморфна знакопеременной группе A4. Фактически, PSL(2, 7) является второй по величине из неабелевых простых групп после знакопеременной группы A5 = PSL(2, 5) = PSL(2, 4).
Число классов сопряжённости и число неприводимых представлений равно 6. Число классов равно 1, 21, 42, 56, 24, 24. Размерности неприводимых представлений равны 1, 3, 3, 6, 7, 8.
Таблица характеров
{\displaystyle {\begin{array}{r|cccccc}&1A_{1}&2A_{21}&4A_{42}&3A_{56}&7A_{24}&7B_{24}\\\hline \chi _{1}&1&1&1&1&1&1\\\chi _{2}&3&-1&1&0&\sigma &{\bar {\sigma }}\\\chi _{3}&3&-1&1&0&{\bar {\sigma }}&\sigma \\\chi _{4}&6&2&0&0&-1&-1\\\chi _{5}&7&-1&-1&1&0&0\\\chi _{6}&8&0&0&-1&1&1\\\end{array}},}
где:
{\displaystyle \sigma ={\frac {-1+i{\sqrt {7}}}{2}}.}
Следующая таблица описывает классы сопряжённости в терминах порядка элементов в классах, числа классов, минимальный многочлен всех представлений в GL(3, 2) и запись функции для представления в PSL(2, 7).
| Порядок | Размер | Мин. Полином | Функция |
| ------- | ------ | ------------ | ------- |
| 1       | 1      | x+1          | x       |
| 2       | 21     | x2+1         | −1/x    |
| 3       | 56     | x3+1         | 2x      |
| 4       | 42     | x3+x2+x+1    | 1/(3−x) |
| 7       | 24     | x3+x+1       | x + 1   |
| 7       | 24     | x3+x2+1      | x + 3   |

Порядок группы равен 168=3*7*8, откуда следует существование подгрупп Силова порядков 3, 7 и 8. Легко описать первые две — они циклические, поскольку любая группа с простым порядком циклическая. Любой элемент класса сопряжённости 3A56 образует силовскую 3-подгруппу. Любой элемент классов сопряжённости 7A24, 7B24 образует силовскую 7-подгруппу. Силовская 2-подгруппа является диэдральной группой порядка 8. Её можно описать как централизатор любого элемента из класса сопряжённости 2A21. В представлении GL(3, 2) силовская 2-подгруппа состоит из верхних треугольных матриц.
Эта группа и её силовская 2-подгруппа дают контрпример для различных теорем о нормальном p-дополнении для p = 2.

## Действия на проективные пространства
G = PSL(2, 7) действует посредством дробно-линейного преобразования на проективную прямую P1(7) над полем из 7 элементов:
Для {\displaystyle \gamma ={\begin{pmatrix}a&b\\c&d\end{pmatrix}}\in {\mbox{PSL(2, 7)}}} и {\displaystyle x\in \mathbf {P} ^{1}(7),\ \gamma \cdot x={\frac {ax+b}{cx+d}}}
Каждый сохраняющий ориентацию автоморфизм прямой P1(7) получается таким способом, а тогда, G = PSL(2, 7) можно понимать геометрически как группу симметрий проективной прямой P1(7). Полная группа возможных автоморфизмов, сохраняющих ориентацию, является расширением порядка 2 группы PGL(2, 7) и группа колинеаций проективной прямой является полной симметрической группы точек.
Однако PSL(2, 7) также изоморфна группе PSL(3, 2) (= SL(3, 2) = GL(3, 2)), специальной (общей) линейной группе 3×3 матриц над полем с 2 элементами. Подобным же образом G = PSL(3, 2) действует на проективную плоскость P2(2) над полем с 2 элементами, известную также как плоскость Фано:
Для {\displaystyle \gamma ={\begin{pmatrix}a&b&c\\d&e&f\\g&h&i\end{pmatrix}}\in {\mbox{PSL}}(3,2)} и {\displaystyle \mathbf {x} ={\begin{pmatrix}x\\y\\z\end{pmatrix}}\in \mathbf {P} ^{2}(2),\ \gamma \ \cdot \ \mathbf {x} ={\begin{pmatrix}ax+by+cz\\dx+ey+fz\\gx+hy+iz\end{pmatrix}}}
Снова любой автоморфизм P2(2) получается таким образом, а тогда G = PSL(3, 2) можно геометрически понимать как группу симметрии этой проективной плоскости. Плоскость Фано можно описать как произведение октонионов.

## Симметрии квартики Клейна
Квартика Клейна является проективным многообразием над комплексными числами C, определённое многочленом четвёртой степени
x3y + y3z + z3x = 0.
Оно является компактной римановой поверхностью рода g = 3 и является единственной такой поверхностью, для которой размер конформной группы автоморфизмов достигает максимума 84(g−1). Эта граница возникает вследствие теоремы Гурвица об автоморфизмах, которая выполняется для всех g>1. Такие "поверхности Гурвица" редки. Следующий род, для которого такая поверхность существует, это g = 7, а следующий за ним — g = 14.
Как и для всех поверхностей Гурвица, квартикам Клейна можно задать метрику постоянной отрицательной кривизны и затем замостить правильными (гиперболическими) семиугольниками, как факторпространство семиугольной мозаики порядка 3. Для квартики Клейна это даёт мозаику из 24 семиугольников. Двойственно, она может быть замощена 56 равносторонними треугольниками с 24 вершинами, каждая 7-го порядка, как факторпространство треугольной мозаики порядка 7.
Квартика Клейна возникает во многих областях математики, включая теорию представлений, теории гомологий, умножении октонионов, великую теорему Ферма.

## Группа Матьё
PSL(2, 7) является максимальной подгруппой группы Матьё M21. Группы Матьё M21 и M24 могут быть построены как расширения PSL(2, 7). Эти расширения можно интерпретировать в терминах мозаик квартики Клейна, но нельзя реализовать геометрическими симметриями мозаик .

## Действия группы
PSL(2, 7) действует на различные множества:
- Если интерпретировать её как линейные автоморфизмы проективной прямой над F7, она действует 2-транзитивно на множество из 8 точек со стабилизатором порядка 3. (PGL(2, 7) действует строго 3-транзитивно с тривиальным стабилизатором.)
- Если интерпретировать её как автоморфизмы мозаики квартики Клейна, она действует транзитивно на 24 вершины (или, двойственно, на 24 семиугольника) со стабилизатором порядка 7 (соответствующего вращению вокруг вершины/семиугольника).
- Если интерпретировать её как подгруппу группы Матьё M21, действующей на 21 точку, она не действует транзитивно на 21 точку.

## Для дальнейшего чтения
- Ezra Brown, Nicholas Loehr. Why is PSL (2,7)≅ GL (3,2)? // Am. Math. Mon.. — 2009. — Т. 116, вып. 8. — С. 727–732. — doi:10.4169/193009709X460859.